# Hiro Takahashi
Hiro Takahashi (高橋ひろ, Takahashi Hiro, Tóquio, 10 de agosto de 1964 – 4 de novembro de 2005) foi um cantor e compositor japonês. Obteve muito sucesso por compor e cantar 2 canções para o encerramento do anime Yu Yu Hakusho.
Em 2005, aos 41 anos, veio a falecer devido a falência múltipla dos órgãos em decorrência de um tumor. Após sua morte voluntários de uma cidade japonesa fizeram um CD em sua homenagem.

## Discografia

### Álbums
- Kimi ja Nakerya Iminaine (君じゃなけりゃ意味ないね) (19 de Novembro de 1993)
- Welcome To Popsicle Channel (18 de Novembro de 1994)
- New Horizon (17 de Novembro de 1995)
- Great Big Kiss (11 de Novembro de 2000)
- Takahashi Hiro Best Collection (15 de Março de  2010 - PCCS.00091)[1]

### Singles
- Itsumo Jōkigen (いつも上機嫌) (November 19, 1993)
- Unbalance na Kiss o Shite (アンバランスなKissをして) (December 17, 1993)
- Kimi ja Nakerya Imi ga Naine (君じゃなけりゃ意味がないね) (February 18, 1994)
- Taiyō ga Mata Kagayaku Toki (太陽がまた輝くとき) (June 17, 1994)
- Kuchibiru ga Hodokenai (くちびるがほどけない) (June 21, 1995)
- Shiawase no Pilot (しあわせのパイロット) (November 1, 1995)
- Soda Fountain (October 1, 1998)
- Nazenani Kimi no Daizukan (なぜなに君の大図鑑) (March 23, 2002)
- Karei Naru One Step (華麗なるone step) (September 16, 2002)
- Hohoemi no Bakudan (微笑みの爆弾) (cantor: Matsuko Mawatari)/Unbalance na Kiss o shite/Taiyō Ga Mata Kagayaku Toki (June 1, 2005) - Re-recorded version